# شهرستان اورلئان (نیویورک)
شهرستان اورلئان، نیویورک (به انگلیسی: Orleans County, New York) یک سکونتگاه مسکونی در ایالات متحده آمریکا است که در ایالت نیویورک واقع شده‌است.

## خصوصیات
شهرستان اورلئان ۲٬۱۱۶٫۰۳ کیلومترمربع مساحت دارد.